# Miami Beach
Miami Beach è una città degli Stati Uniti d'America, nello stato della Florida, presso la contea di Miami-Dade. Fu dichiarata municipalità il 26 marzo 1915.
Miami Beach è, da un secolo, una delle località balneari più apprezzate degli Stati Uniti. La città è spesso confusa con Miami, nonostante si tratti di un comune distinto, con la quale confina. Secondo il censimento del 2014, la città ha una popolazione di 91 732 persone, dei quali il 55% è nato fuori dagli Stati Uniti. Il quartiere di South Beach, che comprende i 6,5 km² più meridionali di Miami Beach, insieme a Downtown Miami e al Porto di Miami formano il centro commerciale dell'area metropolitana di Miami.

## Geografia fisica

### Territorio
La città ha un'area complessiva di 48,5 km², dei quali 18,2 km² su terra e 30,2 km² (62,37%) in acqua. Si trova su una serie di isole naturali e artificiali tra l'Oceano Atlantico e la Baia di Biscayne, che a sua volta la separa da Miami.
A nord confina con Indian Creek e Surfside; a est con North Bay Village, mentre a sudovest con Fisher Island.

### Clima
Miami Beach ha un clima tropicale (Köppen Am), con estati calde ed umide ed inverni asciutti. Oltre alle Florida Keys, Miami Beach ha il clima invernale più caldo degli USA continentali, attraendo turisti da novembre ad aprile. La temperatura superficiale del mare va dai 24 °C in inverno a 30 °C in estate.
L'isola di Miami Beach, comunque, ha meno temporali convettivi di zone vicine, come Miami città e Fort Lauderdale, per cui cade una quantità di pioggia complessivamente inferiore rispetto alle aree interne (1255 mm contro i 1572 di Miami). Inoltre, la vicinanza con l'Atlantico dà a Miami Beach temperature massime più basse e minime maggiori della parte continentale della Florida, e di conseguenza c'è un'escursione termica inferiore rispetto alla stessa Miami. Infine, a Miami Beach non sono mai state registrate nevicate, a differenza di alcuni sporadici episodi di nevischio riscontrati presso Miami.
La posizione di Miami Beach sull'Atlantico, con la confluenza del Golfo del Messico, la rende estremamente vulnerabile a cicloni ed uragani. La città è stata colpita da due eventi principali; il Grande Uragano di Miami del 1926 e l'uragano Cleo nel 1964. L'area è stata invece solo sfiorata dagli uragani Betsy (1965), Andrew (1992), Irene (1999), Michelle (2001), Katrina (2005) e Wilma (2005).
| Dati climatici      | Mesi | Mesi | Mesi | Mesi | Mesi | Mesi | Mesi | Mesi | Mesi | Mesi | Mesi | Mesi | Stagioni | Stagioni | Stagioni | Stagioni | Anno  |
| Dati climatici      | Gen  | Feb  | Mar  | Apr  | Mag  | Giu  | Lug  | Ago  | Set  | Ott  | Nov  | Dic  | Inv      | Pri      | Est      | Aut      | Anno  |
| ------------------- | ---- | ---- | ---- | ---- | ---- | ---- | ---- | ---- | ---- | ---- | ---- | ---- | -------- | -------- | -------- | -------- | ----- |
| T. max. media (°C)  | 23   | 24   | 25   | 26   | 28   | 30   | 31   | 31   | 30   | 28   | 26   | 24   | 23,7     | 26,3     | 30,7     | 28       | 27,2  |
| T. min. media (°C)  | 17   | 18   | 19   | 21   | 23   | 25   | 26   | 26   | 25   | 24   | 21   | 18   | 17,7     | 21       | 25,7     | 23,3     | 21,9  |
| Precipitazioni (mm) | 53   | 56   | 71   | 80   | 122  | 198  | 107  | 147  | 193  | 114  | 66   | 48   | 157      | 273      | 452      | 373      | 1 255 |

La seguente tabella mostra la temperatura media dell'Oceano Atlantico in gradi Celsius per Miami Beach sulla base di serie storiche.
| Gen  | Feb  | Mar  | Apr 1-15 | Apr 16-30 | Mag 1-15 | Mag 16-31 | Giu 1-15 | Giu 16-30 | Lug 1-15 | Lug 16-31 | Ago 1-15 | Ago 16-31 | Set 1-15 | Set 16-30 | Ott 1-15 | Ott 16-31 | Nov  | Dic  |
| ---- | ---- | ---- | -------- | --------- | -------- | --------- | -------- | --------- | -------- | --------- | -------- | --------- | -------- | --------- | -------- | --------- | ---- | ---- |
| 22,8 | 23,9 | 24,4 | 25,5     | 25,5      | 26,6     | 27,2      | 28,9     | 29,4      | 30,0     | 30,0      | 30,0     | 28,9      | 28,9     | 28,3      | 28,3     | 26,1      | 25,5 | 22,7 |

## Storia

### Nascita

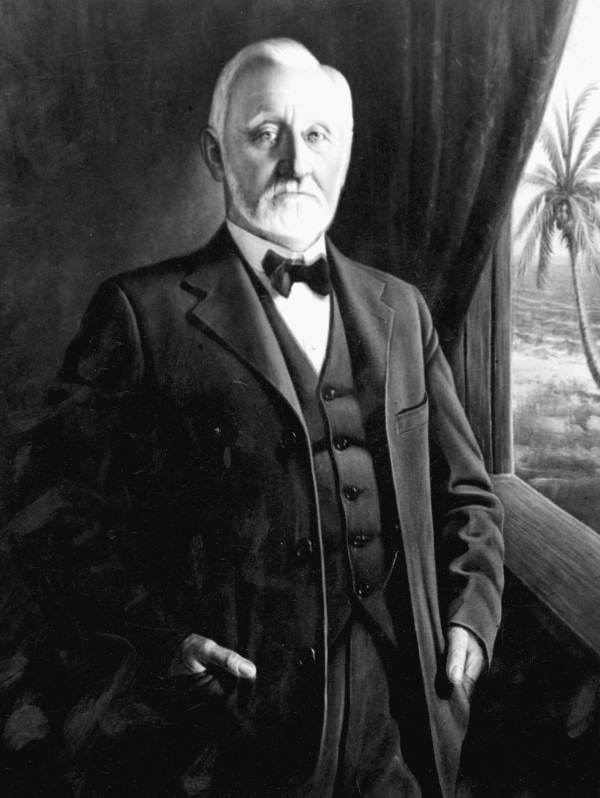
John S. Collins, fondatore e sviluppatore di Miami Beach

Nel 1870 Henry Lum ed il figlio Charles acquistarono un terreno nell'attuale Miami Beach a 75 centesimi per acro. La prima struttura ad essere costruita su questa terra disabitata fu la Biscayne House of Refuge, costruita nel 1876 dal Life-Saving Service degli Stati Uniti, attraverso un ordine esecutivo emesso dal presidente Ulysses S. Grant, all'altezza della 72nd Street. Il suo scopo era quello di fornire cibo, acqua ed un ritorno alla civiltà per i naufraghi. La struttura, che cadde in disuso quando il Life Saving Service divenne la Guardia costiera degli Stati Uniti nel 1915, fu distrutta dall'uragano di Miami del 1926 e mai più ricostruita.
Il passo successivo nello sviluppo della futura Miami Beach fu la creazione di una piantagione di cocco lungo la costa, nel 1880, da parte degli imprenditori del New Jersey, Ezra Osborn ed Elnathan T. Field, ma questa impresa risultò un fallimento. Uno degli investitori nel progetto della piantagione fu l'agricoltore John S. Collins, che raggiunse il successo stringendo rapporti con altri partner finanziari e piantando diverse colture, in particolare avocado, sulla terra che sarebbe poi diventata Miami Beach.
Nel frattempo nel 1896, dall'altro lato della Baia di Biscayne, venne fondata la città di Miami con l'arrivo della ferrovia, che si sviluppò ulteriormente come porto quando fu creato il canale di navigazione Government Cut nel 1905, che tagliò Fisher Island dall'estremità sud della penisola di Miami Beach.

### Sviluppo
I membri della famiglia Collins videro il potenziale nello sviluppo della spiaggia come resort. Questo progetto iniziò nei primi anni del XX secolo grazie alla famiglie Collins e Pancoast, ai fratelli Lummus (banchieri di Miami) e all'imprenditore di Indianapolis Carl G. Fisher. Fino ad allora la spiaggia era solo la meta di gite giornaliere in traghetto da Miami. Nel 1912 i Collins ed i Pancoast stavano lavorando insieme per liberare la terra, piantare raccolti, supervisionare la costruzione dei canali, per portare i loro raccolti sul mercato, e creare la Miami Beach Improvement Company. 

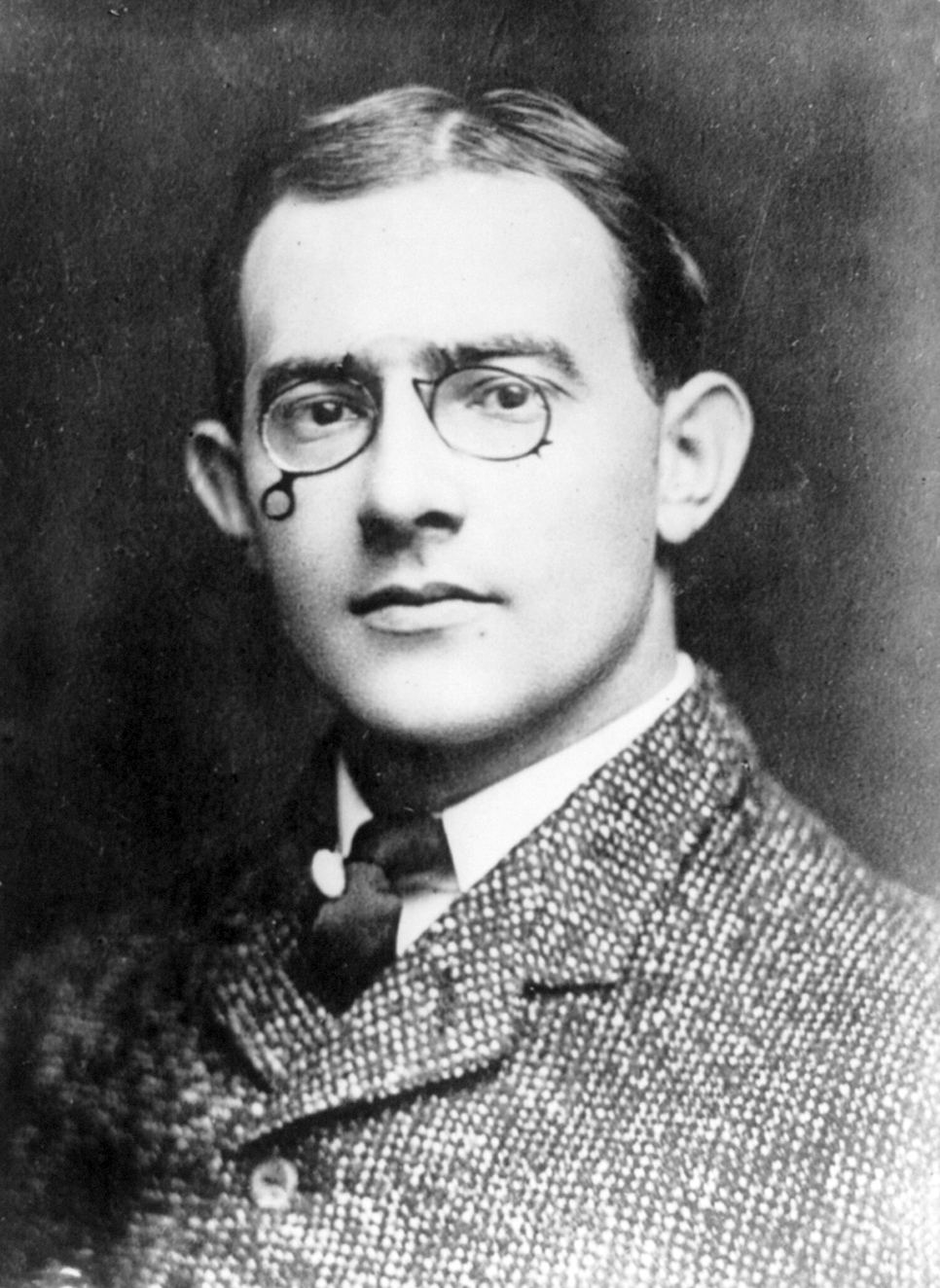
Carl G. Fisher, foto del 1909

Gran parte dei terreni interni a quel tempo era composta da una giungla di mangrovie, bonificarla, approfondire i canali ed i corpi idrici ed eliminare la crescita nativa quasi ovunque a favore della discarica per lo sviluppo, fu costoso. Una volta che le operazioni di dragaggio e riempimento vennero completate, un banco di sabbia di 1 600 acri ricoperto dai resti della giungla, che crebbe poi fino a 2 800 acri, venne espulso a 3 miglia dalla costa atlantica.
Con i prestiti dei fratelli Lummus, Collins aveva iniziato a lavorare su un ponte di legno lungo 2 miglia e mezzo, il ponte di legno più lungo del mondo all'epoca, per collegare la penisola alla terraferma. Quando i fondi si esaurirono ed i lavori di costruzione si interruppero, Fisher intervenne fornendo i finanziamenti necessari per completare il Collins Bridge l'anno successivo, in cambio di un accordo di scambio di terreni. Quella transazione diede il via al primo boom immobiliare dell'isola. Il Collins Bridge costò oltre 150.000 dollari e fu inaugurato il 12 giugno 1913. Fisher rese famosa la città organizzando una regata annuale di motoscafi e promuovendo Miami Beach come parco giochi in stile Atlantic City e rifugio invernale per i ricchi. 

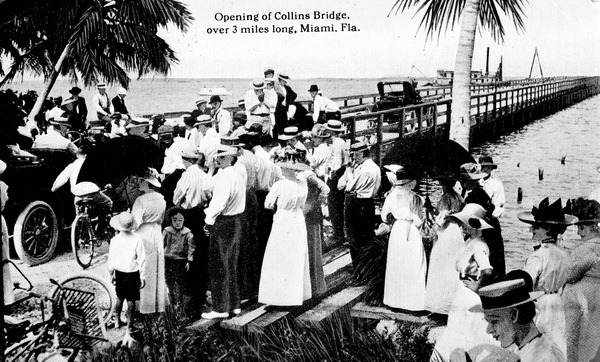
Inaugurazione del Collins Bridge nel 1913

Fino al 1915 esisterono solo stabilimenti balneari e locali gastronomici, quando venne costruito il Brown's Hotel, ancora esistente al 112 di Ocean Drive, seguito poi nello stesso anno da altri 2 hotel. In quell'anno i Lummus, i Collins, i Pancoast e Fisher vivevano tutti in delle ville sull'isola, erano stati costruiti 3 hotel, 2 stabilimenti balneari, un acquario ed un campo da golf a 18 buche.
La cittadina di Miami Beach venne costituita il 26 marzo 1915, essa crebbe fino a diventare una vera e propria città nel 1917. Anche dopo che la città venne incorporata con il nome di Miami Beach, molti visitatori pensarono che la spiaggia fosse invece Alton Beach, indicando quanto bene Fisher avesse pubblicizzato i suoi interessi lì, la proprietà dei invece Lummus si chiamava Ocean Beach. Nel 1925 il Collins Bridge fu sostituito dal Venetian Causeway, descritto come "una serie di ponti levatoi".
Fisher fu il principale promotore dello sviluppo di Miami Beach negli anni 1920, promuovendola come luogo per ricchi industriali del nord e del Midwest per stabilire qui le loro residenze invernali. Per accogliere i turisti facoltosi, furono quindi costruiti diversi grandi hotel, tra cui: The Flamingo Hotel, The Fleetwood Hotel, The Floridian, The Nautilus ed il Roney Plaza Hotel. 

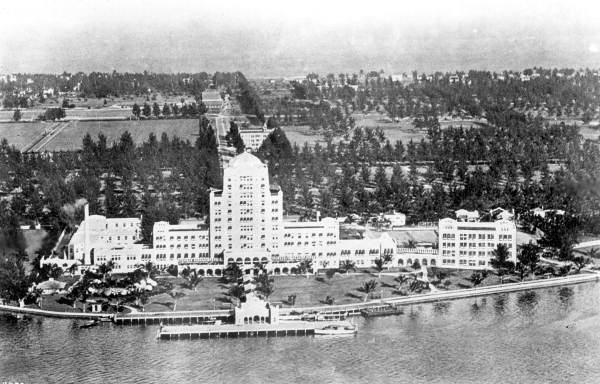
Vista aerea del Flamingo Hotel nel 1922

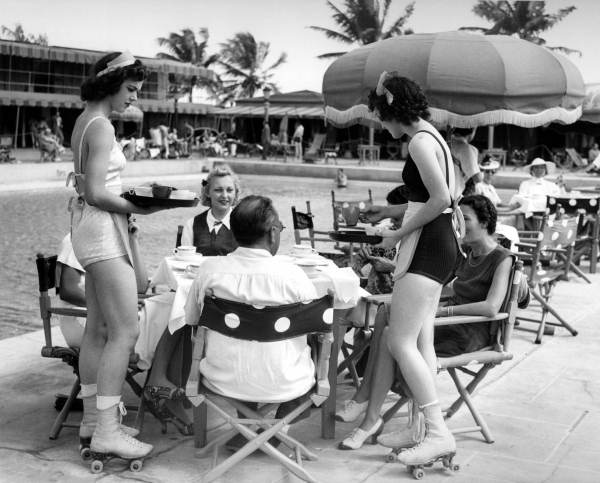
Cameriere su pattini a rotelle al Roney Plaza Hotel nel 1939

Negli anni 1920 Fisher ed altri trasformarono le acque di Miami Beach dragando la baia di Biscayne, creando così delle isole artificiali, questo territorio comprende le Star, Palm ed Hibiscus Islands, le Sunset Islands, gran parte di Normandy Isle e tutte le Venetian Islands tranne Belle Isle. La penisola di Miami Beach divenne un'isola nell'aprile 1925, quando fu aperto il canale Haulover Cut che collegava l'oceano alla baia, a nord dell'attuale Bal Harbour. Il grande uragano di Miami del 1926 e la Grande depressione posero fine a questa prospera era del boom della Florida, ma negli anni 1930 Miami Beach continuò ad attrarre turisti e gli investitori costruirono per lo più piccoli hotel e pensioni, per l'affitto stagionale, che fanno parte del quartiere storico Art Déco.
Carl Fisher portò Steve Hannagan a Miami Beach nel 1925 come suo capo pubblicitario. Hannagan creò il Miami Beach News Bureau ed informò gli editori che potevano "stampare tutto quello che volete su Miami Beach; assicuratevi solo di avere il nostro nome". Il News Bureau inviò migliaia di foto di prodotti da bagno e stampa comunicati ad editorialisti come Walter Winchell e Ed Sullivan. 
Uno dei luoghi preferiti di Hannagan era un cartellone pubblicitario a Times Square, New York, dove pubblicava due slogan: "'È sempre giugno a Miami Beach' e 'Miami Beach, dove l'estate trascorre l'inverno.'"

### Immigrazione ebraica
L'antisemitismo era dilagante negli anni 1920 e 1930. Fisher vendeva proprietà solo ai gentili (ovvero ai non ebrei), quindi gli ebrei dovevano vivere a sud della Fifth Street. Ancora negli anni 1930, gli hotel si rifiutavano di accettare ebrei.Con lo sviluppo di quegli anni, iniziò lo "smantellamento a Miami Beach delle barriere restrittive alla proprietà immobiliare ebraica" e così molti ebrei acquistarono delle proprietà. 
Negli anni 1940 e 1950, un numero crescente di famiglie ebree iniziarono a costruire alberghi. Il mafioso ebreo Meyer Lansky, che nel 1936 gestiva alcuni "carpet joints" (operazioni di gioco d'azzardo) in Florida, e che controllava i casinò di Cuba e Las Vegas, si ritirò a Miami e morì a Miami Beach.

Solo poche spiagge erano aperte agli ebrei nel 1947 quando la sinagoga Temple Emanu-El fu costruita

Il primo "grattacielo" fu il Lord Tarleton Hotel di 18 piani costruito nel 1940 da Samuel Jacobs.
Durante la seconda guerra mondiale ai medici ebrei non furono concessi privilegi di personale in nessun ospedale della zona, motivo per cui la comunità ebraica costruì il Mount Sinai Medical Center a Miami Beach, per fornire assistenza anche ai medici ebrei. Il North Shore Jewish Center fu costruito nel 1951 e cambiò nome in Temple Menorah dopo un'espansione dell'edificio nel 1963.

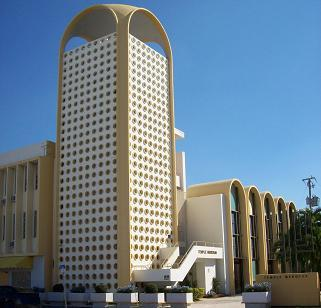
Temple Menorah

Il sole ed il clima caldo di Miami Beach attirarono molte famiglie ebree e pensionati europei. Una stima afferma che "20 000 ebrei anziani" facevano parte della popolazione della città alla fine degli anni 1970. In un'intervista del 2017 un demografo dell'Università di Miami ha stimato che "potrebbero esserci stati fino a 70 000 ebrei a Miami Beach in quegli anni scendendo fino a circa 19 000 nel 2014. Il calo è stato motivato in parte dall'aumento dei prezzi durante il movimento art déco, dall'aumento della criminalità e dal cambiamento demografico culturale".
Nel 1980 tuttavia, il 62% della popolazione di Miami Beach era ancora ebrea. Durante gli anni 1980 molti cittadini ebrei se ne andarono e si trasferirono a Delray Beach, Lake Worth e Boca Raton. Durante gli anni 1990 South Beach si trasformò in una casa dell'industria della moda e delle celebrità. Nel 1999 a Miami Beach vivevano solo 10 000 ebrei.

### Immigrazione cubana e XXI secolo
L'espansione economica del secondo dopoguerra portò un'ondata di immigrati nel sud della Florida, dagli Stati Uniti settentrionali, che aumentò significativamente la popolazione a Miami Beach in pochi decenni. Dopo l'ascesa al potere di Fidel Castro nel 1959, un'ondata di rifugiati cubani sbarcò nel sud della Florida e cambiò drasticamente la composizione demografica dell'area. Ci furono due ondate di immigrati cubani dagli anni 1960 agli anni 1970 e dagli anni 1980 agli anni 1990.
Nel 1997 venne ucciso lo stilista Gianni Versace nella sua villa Casa Casuarina.
Nel 2017 uno studio ha definito Fisher Island, appena a sud di Miami Beach, come il luogo con la quarta vendita di case più costosa ed il reddito medio annuo più alto (2,5 milioni di dollari) nel 2015.

## Monumenti e luoghi d'interesse

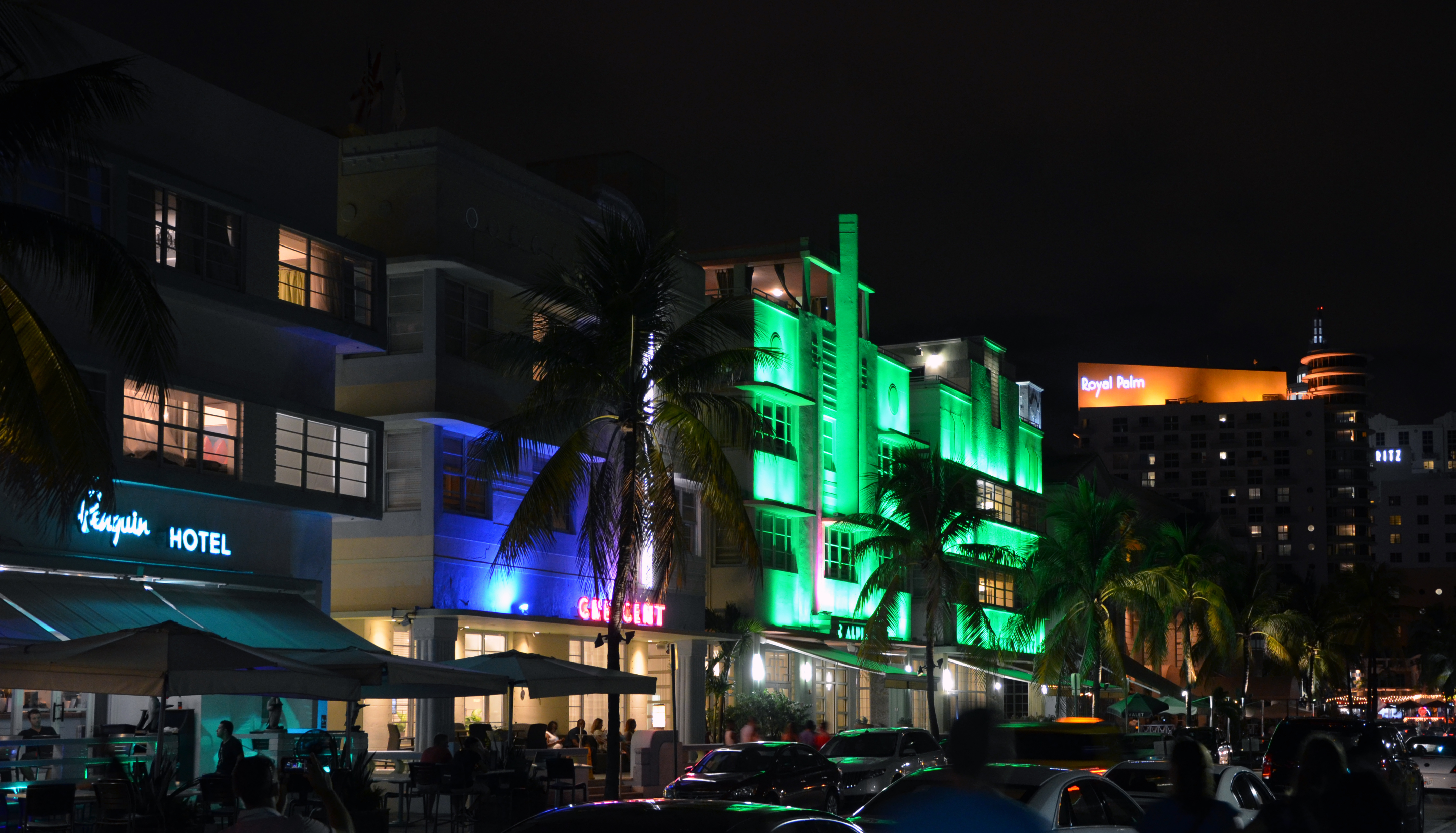
Il distretto Art déco di South Beach di notte.

### Architetture religiose
- Miami Beach Community Church
- Saint Frances De Sales Church
- Pentecostal Church of God
- Temple Emanu-El
- Temple Beth Shmuel

### Architetture civili
- Eden Roc Hotel
- Fontainebleau Hotel
- Versace Mansion (Casa Casuarina)
- Memoriale dell'Olocausto
- Miami Beach Architectural District

### Zone commerciali
- Lincoln Road
- Ocean Drive
- Collins Avenue
- Washington Avenue
- Espanola Way

### Aree naturali
- Lummus Park
- Flamingo Park
- South Pointe Park
- Miami Beach Botanical Garden

## Società
| Popolazione di Miami Beach |          |
| Anno                       | Abitanti |
| 1920                       | 644      |
| 1930                       | 6 494    |
| 1940                       | 28 012   |
| 1950                       | 46 282   |
| 1960                       | 63 145   |
| 1970                       | 87 072   |
| 1980                       | 96 298   |
| 1990                       | 92 639   |
| 2000                       | 87 933   |
| 2010                       | 87 779   |

La popolazione della città è sostanzialmente stabile negli ultimi anni. Il reddito familiare medio nel 2000 era di 27322 $. Circa il 17,0% delle famiglie ed il 21,8% della popolazione era sotto la soglia della povertà.
Le persone che in famiglia parlano spagnolo rappresentavano, sempre nel 2000, il 55% dei residenti, mentre quelli che parlavano esclusivamente inglese il 33%, portoghese il 3,4%, francese l'1,7%, tedesco l'1,1%, italiano l'1% ed il russo dallo 0,85% della popolazione. A seguito della presenza di una consistente comunità giudaica, yiddish è parlato in casa dallo 0,81% della popolazione, mentre l'ebraico è la lingua madre dello 0,74%.

## Cultura

### Biblioteche
- Miami Beach Regional Library

### Scuole
- Miami-Dade Community College
- Barry University
- Florida International University
- University of Miami

### Musei
- Wolfsonian-Florida International University Museum
- Bass Museum of Art
- Jewish Museum of Florida
- Miami Beach Cultural Campus (Collins Park)

### Teatri

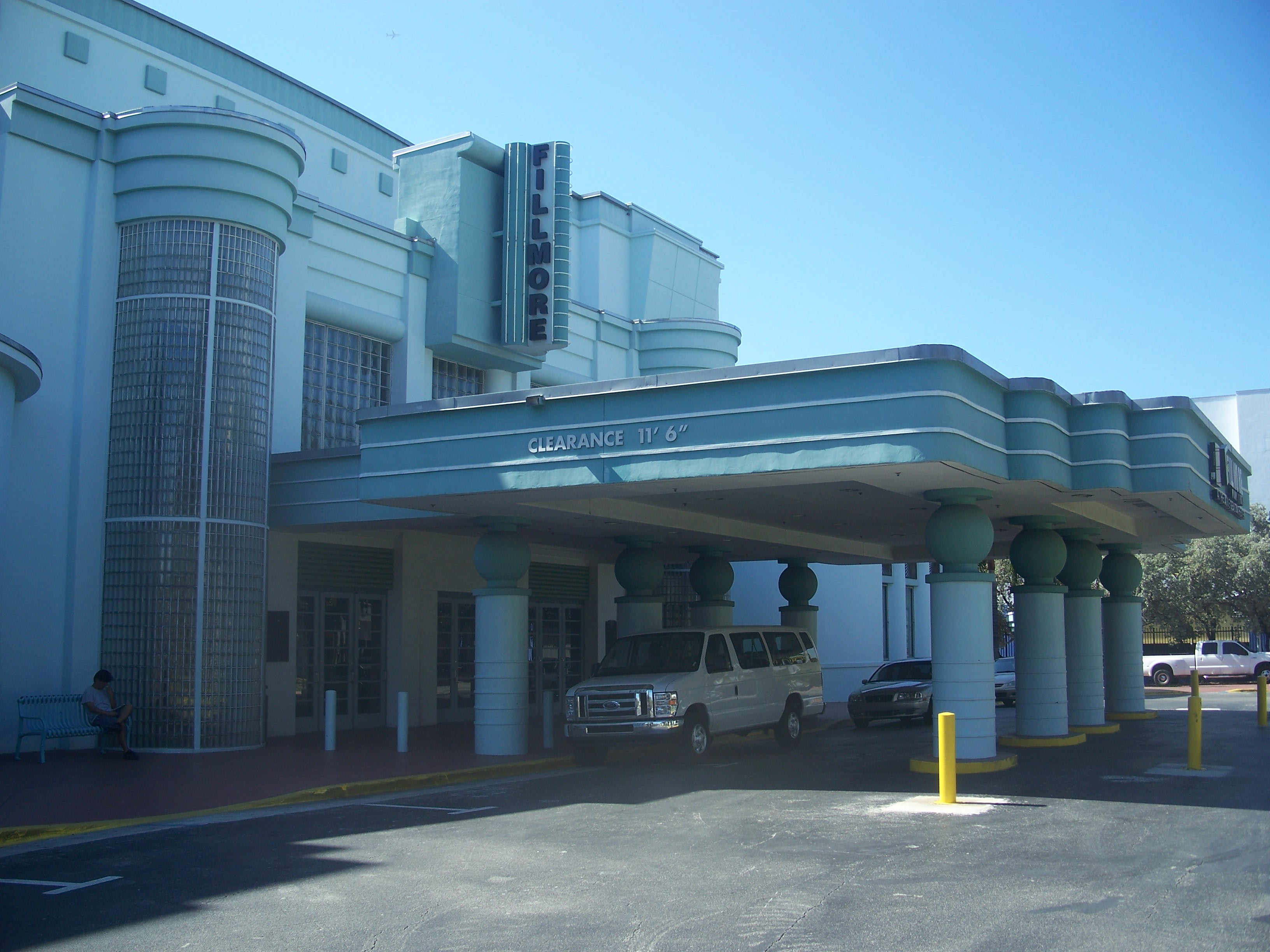
Teatro Fillmore

- Fillmore Miami Beach at the Jackie Gleason Theatre
- Miami City ballet

## Geografia antropica

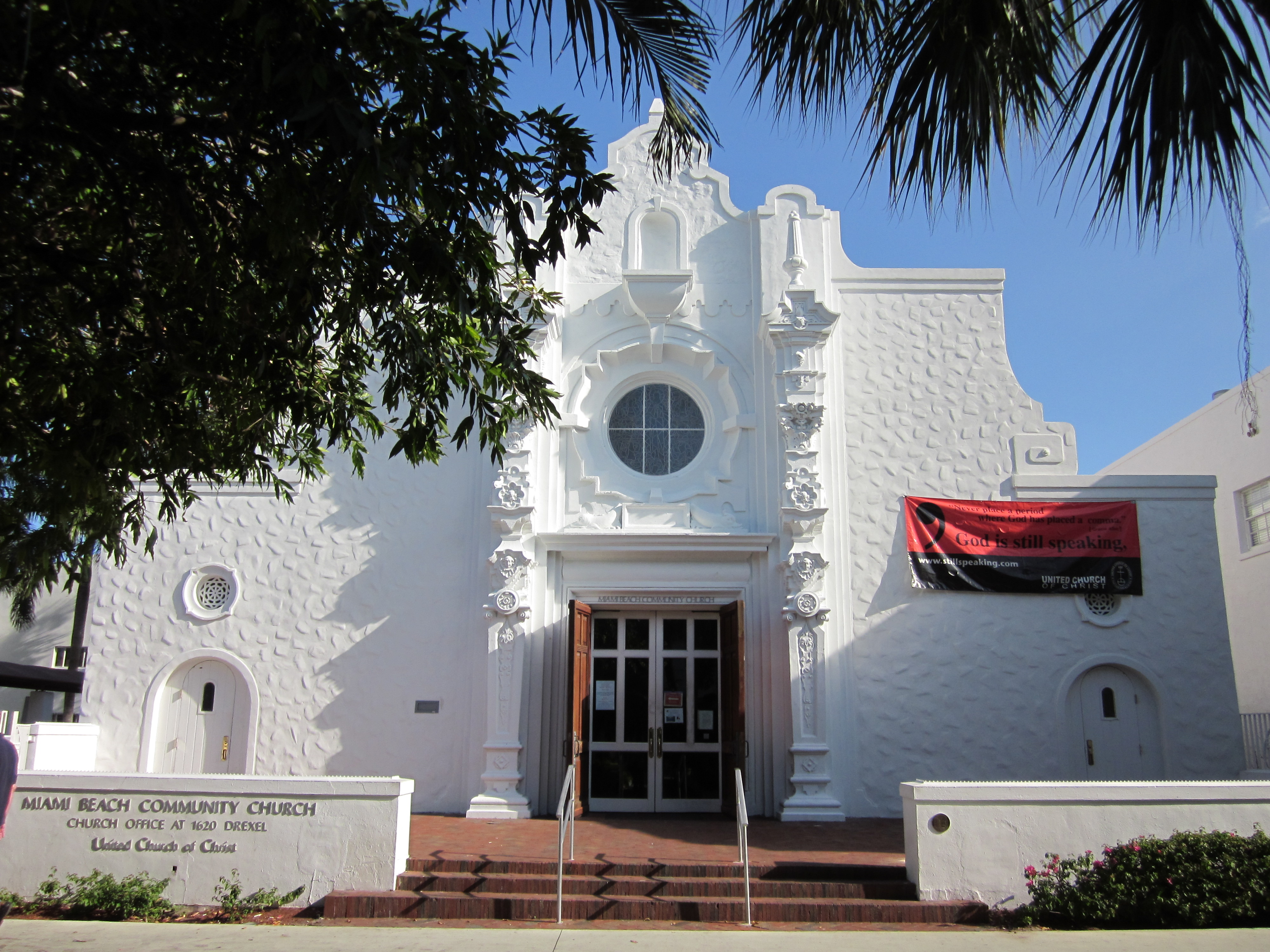
Miami Beach Community Church su Lincoln Road

### Urbanistica
Miami Beach segue in parte la stessa denominazione delle strade utilizzata da Miami, con le direttrici est-ovest chiamate Street e quelle nord-sud chiamate Avenue. Sempre come Miami, le street sono numerate, a partire dalla First Street all'estremo sud e crescendo verso nord. Un'importante eccezione è rappresentata dalla zona pedonale di Lincoln Road tra la 16th e la 17th Street, il centro della città.
Al contrario di Miami, invece, le Avenue (o Road) non sono generalmente numerate, ma sono distinte tramite nomi. Vi sono 13 arterie principali che, partendo dalla Baia di Biscayne, sono Bay Road, West Avenue, Alton Road, Lenox Avenue, Michigan Avenue, Jefferson Avenue, Meridian Avenue, Euclid Avenue, Pennsylvania Avenue, Drexel Avenue, Washington Avenue, Collins Avenue e Ocean Drive.

### Quartieri
Miami Beach ha tre quartieri principali:
- South Beach (SoBe): riguarda la parte meridionale della città fino alla 23rd Street. Al suo interno si trovano le aree e le isole di Belle Isle, City Center, Di Lido Island, Flagler Monument Island, Flamingo/Lummus, Hibiscus Island, Palm Island, Rivo Alto Island, San Marino Island, Star Island e South Pointe;
- Middle Beach (Mid-Beach): riguarda l'area tra la 23rd Street e la 63rd Street ed include le zone di Oceanfront, Bayshore e Nautilus;
- North Beach: riguarda la parte più settentrionale della città a partire dalla 63rd Street, con le aree di Biscayne Point, Isle of Normandy, La Gorce e North Shore.

## Infrastrutture e trasporti

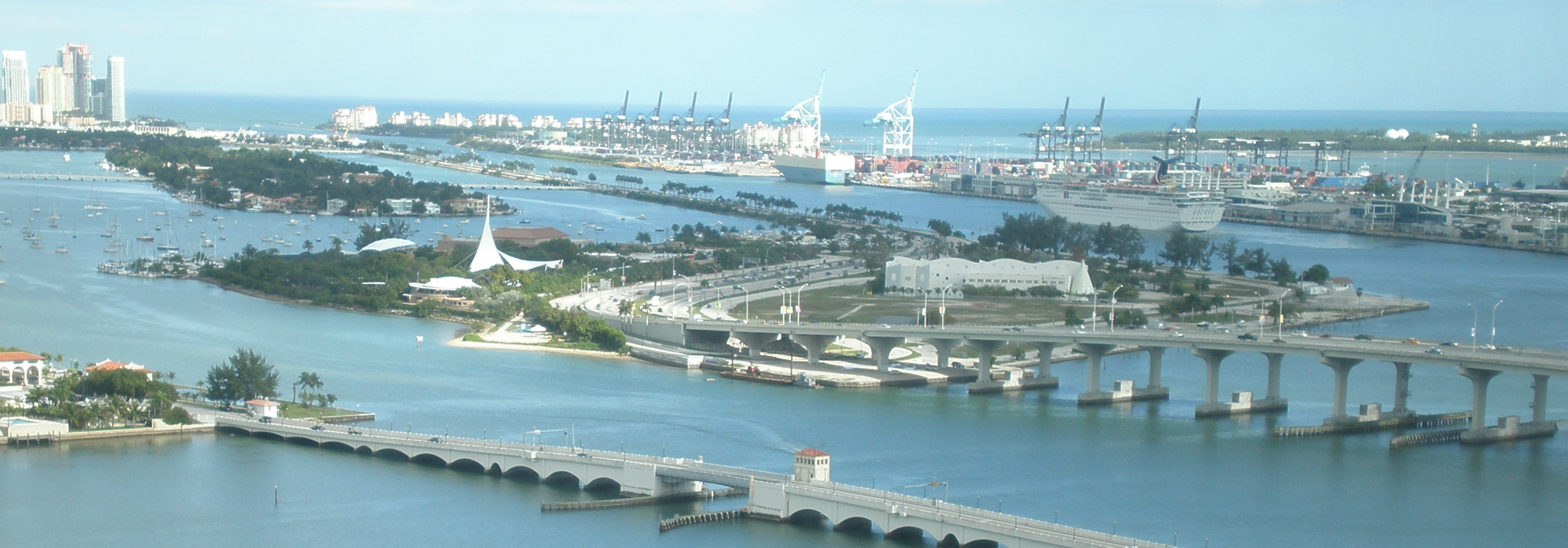
MacArthur Causeway e Watson Island

### Strade
Miami Beach è collegata a Miami attraverso la Baia di Biscayne da una serie di strade costruite su ponti e isole artificiali; procedendo da sud a nord, queste sono:
- MacArthur Causeway: è la continuazione della Dolphin Expressway (Florida State Road 836) che, attraversando Watson Island, si collega alla 5th Street di South Beach;
- Venetian Causeway: estende la NE 15th Street di Downtown Miami verso Dade Boulevard di Miami Beach, attraversando le Venetian Islands;
- Julia Tuttle Causeway: rappresenta l'estensione dell'Airport Expressway (Interstate 195) verso la 41st Street di Miami Beach, che fornisce un collegamento diretto della città verso l'Aeroporto Internazionale di Miami;
- John F. Kennedy Causeway: estende la Palmetto Expressway (Florida State Road 934) verso la Normandy Drive di Isle of Normandy e la 71st Street di North Beach.

### Mobilità urbana
Il trasporto pubblico di Miami Beach è gestito da Miami-Dade Transit (MDT). Non sono presenti stazioni della Metropolitana di Miami, ma numerose linee Metrobus connettono la città a Downtown Miami.

## Amministrazione
Miami Beach è governata da un sindaco cerimoniale e sei commissari. Sebbene il sindaco presieda le sedute della commissione, il sindaco ha lo stesso diritto di voto dei commissari e tutti vengono nominati tramite elezioni. L'incarico di sindaco è per due anni, con un limite di tre mandati. I commissari hanno un incarico di quattro anni ed un limite di due mandati; ogni due anni vengono eletti tre commissari.
La gestione operativa della città è affidata ad un city manager, mentre un incaricato è responsabile della gestione amministrativa.

### Gemellaggi
Miami Beach è gemellata con 11 città:
- Pescara[14]
- Český Krumlov
- Cozumel
- Fujisawa
- Ica
- Nahariyya
- Fortaleza
- Santa Marta
- Brampton
- Almonte
- Marbella[15]

## Galleria d'immagini

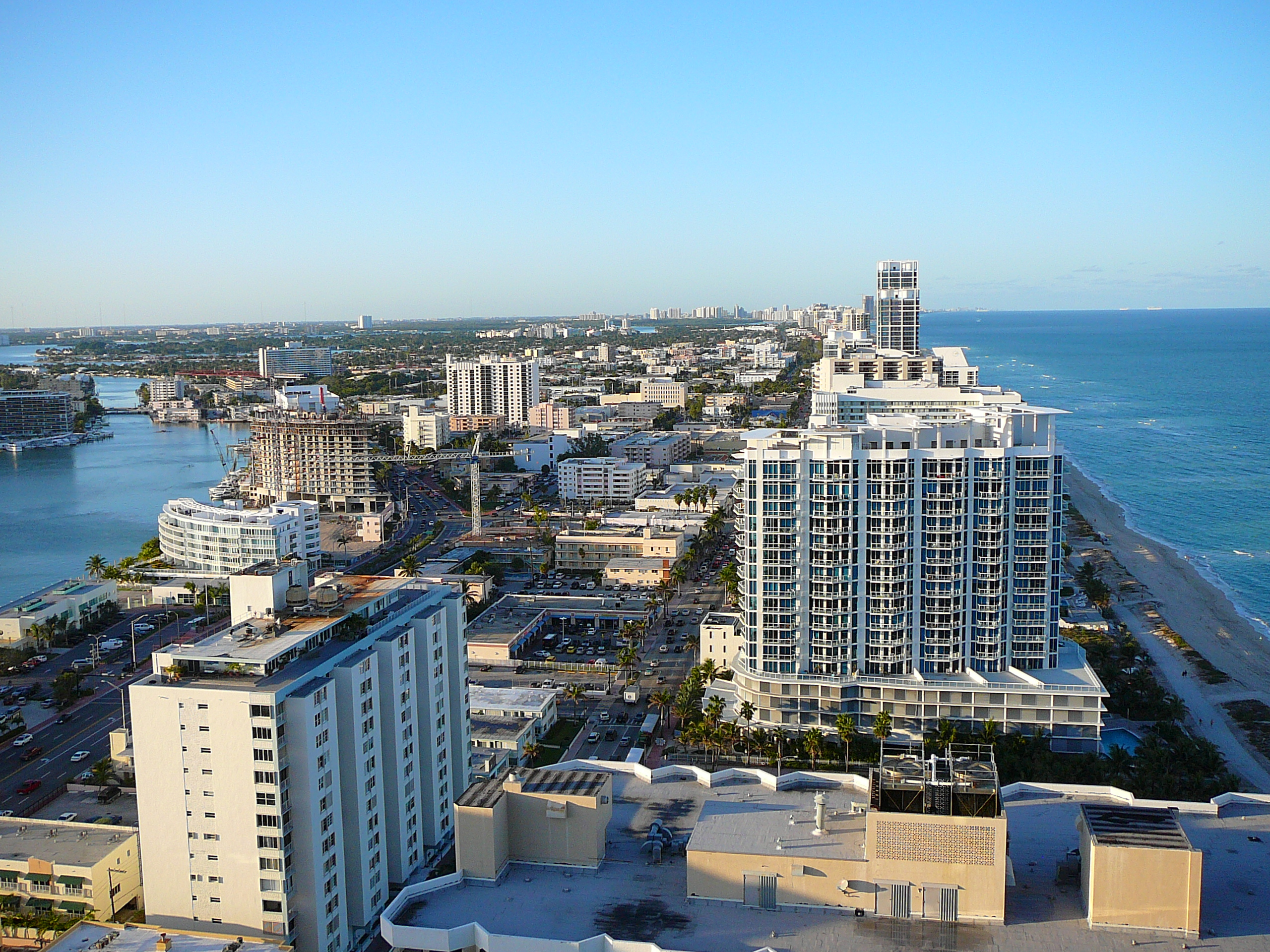
Panorama
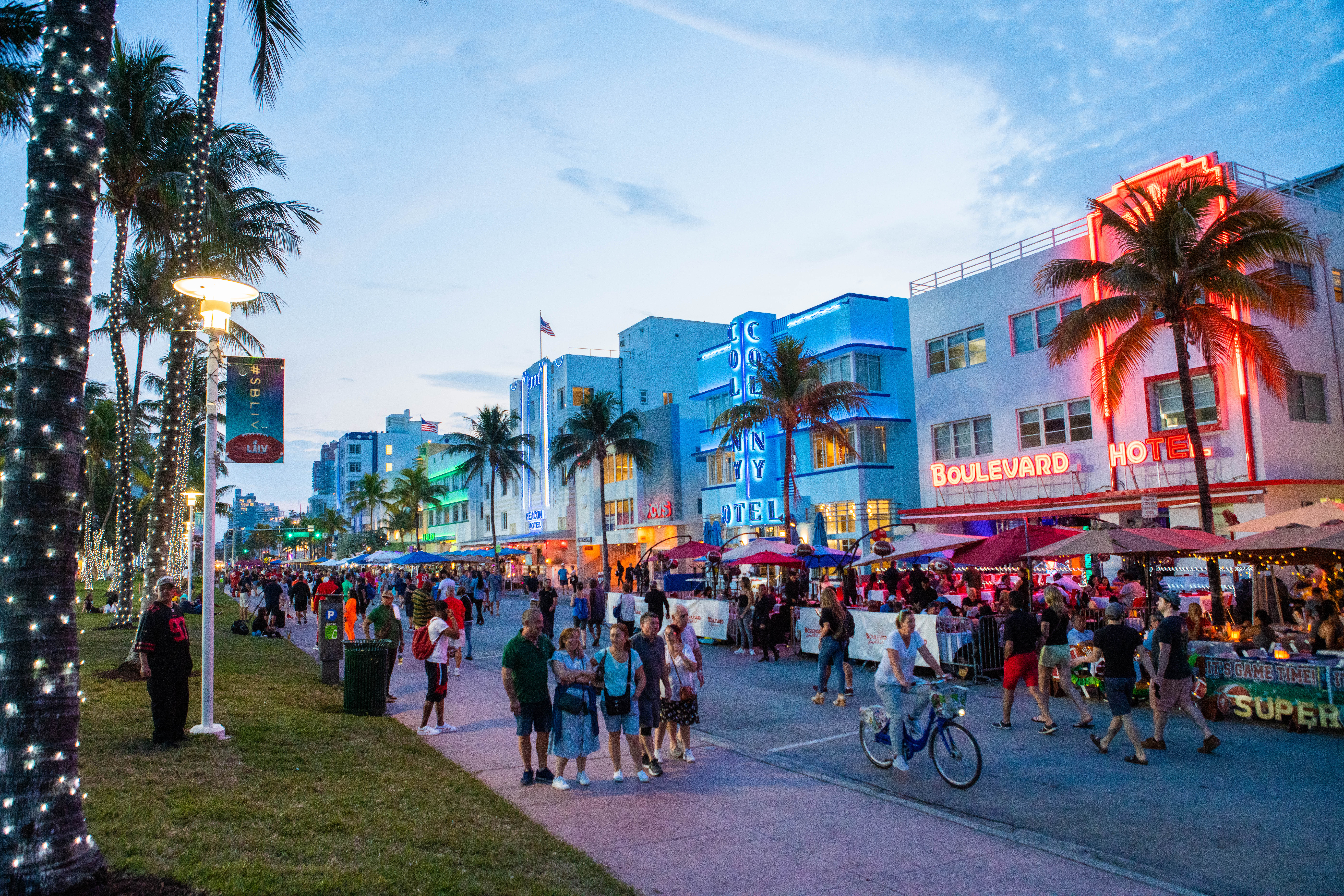
Il distretto Art Deco
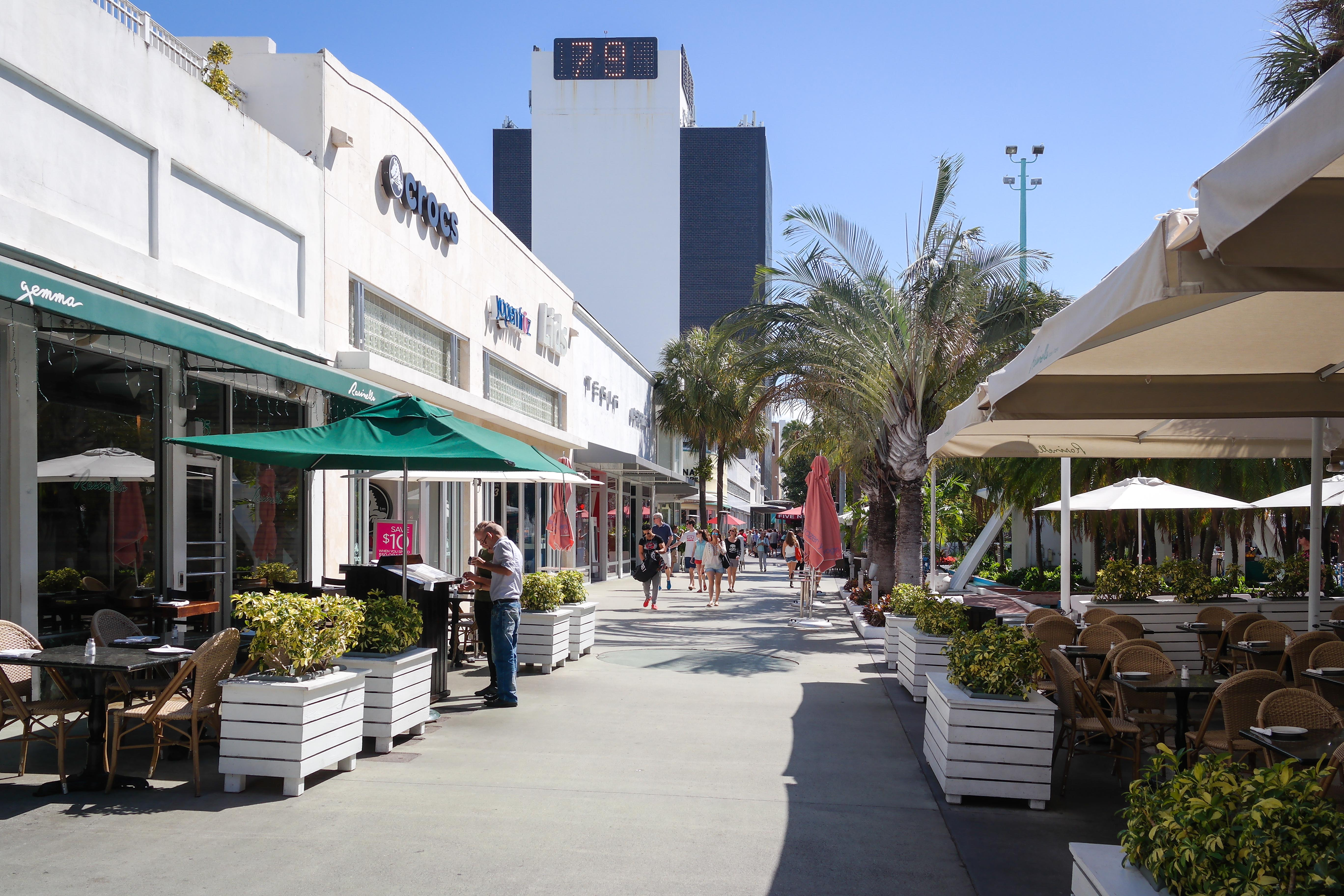
Lincoln Mall
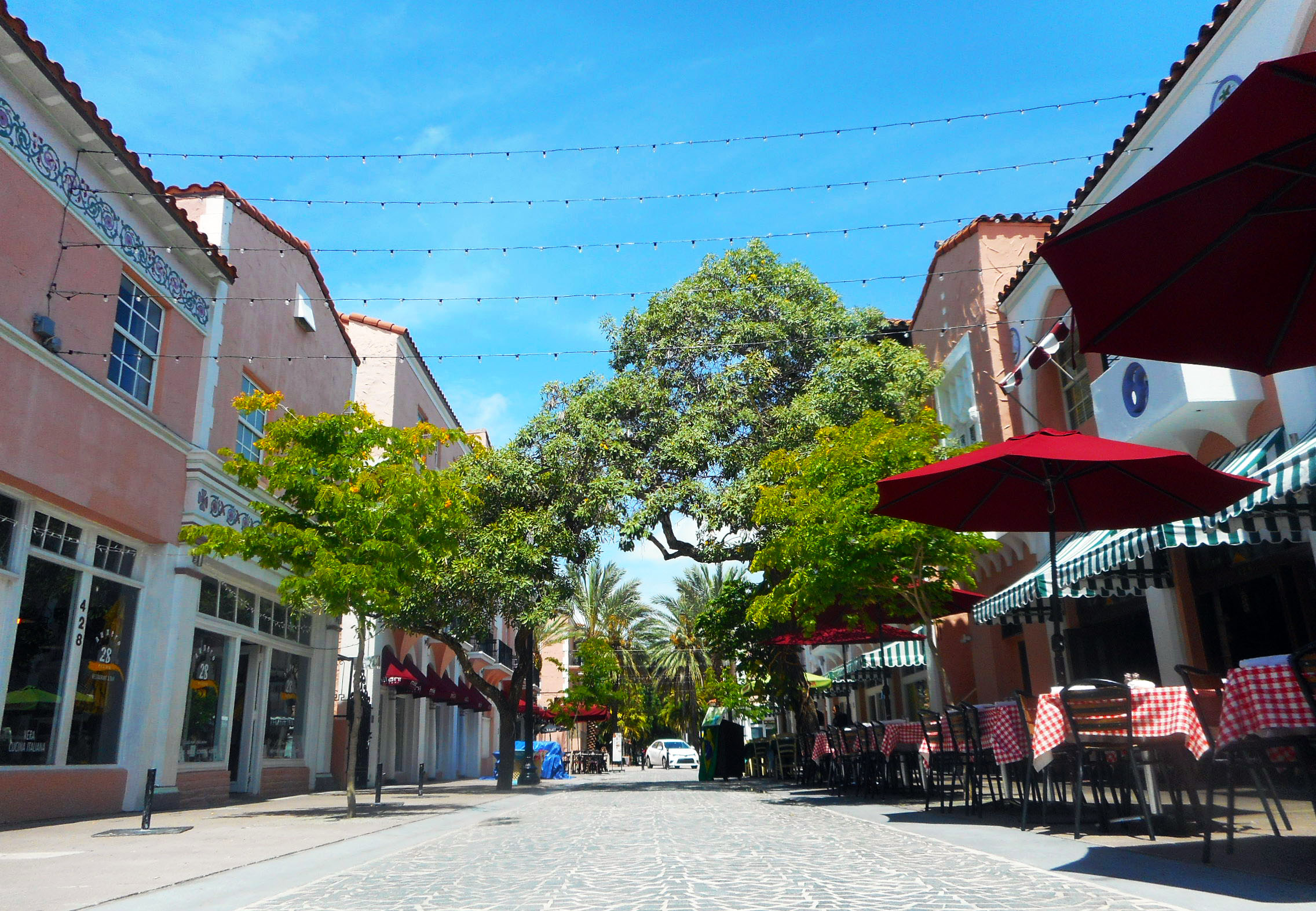
Española Way
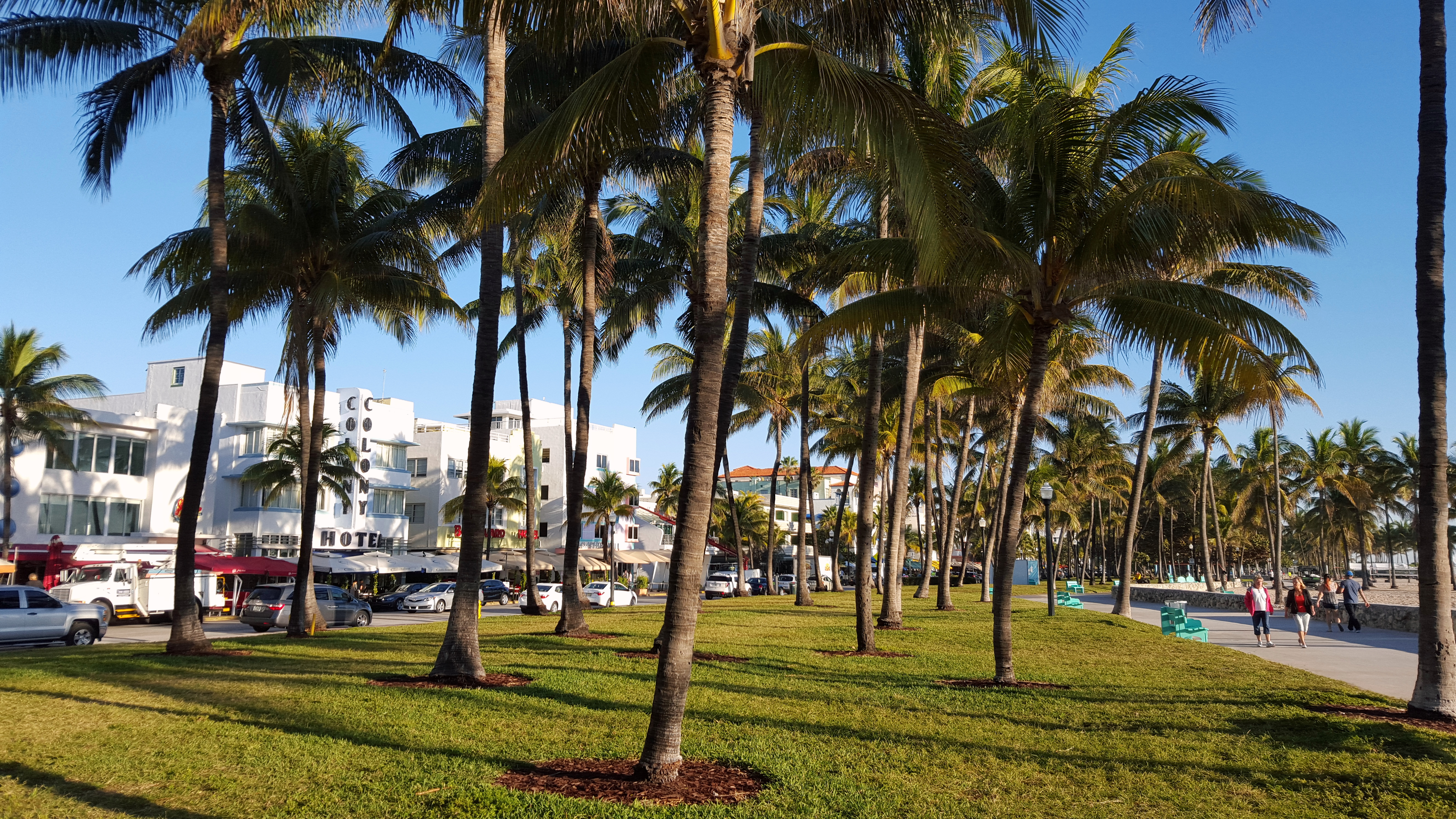
Lummus Park
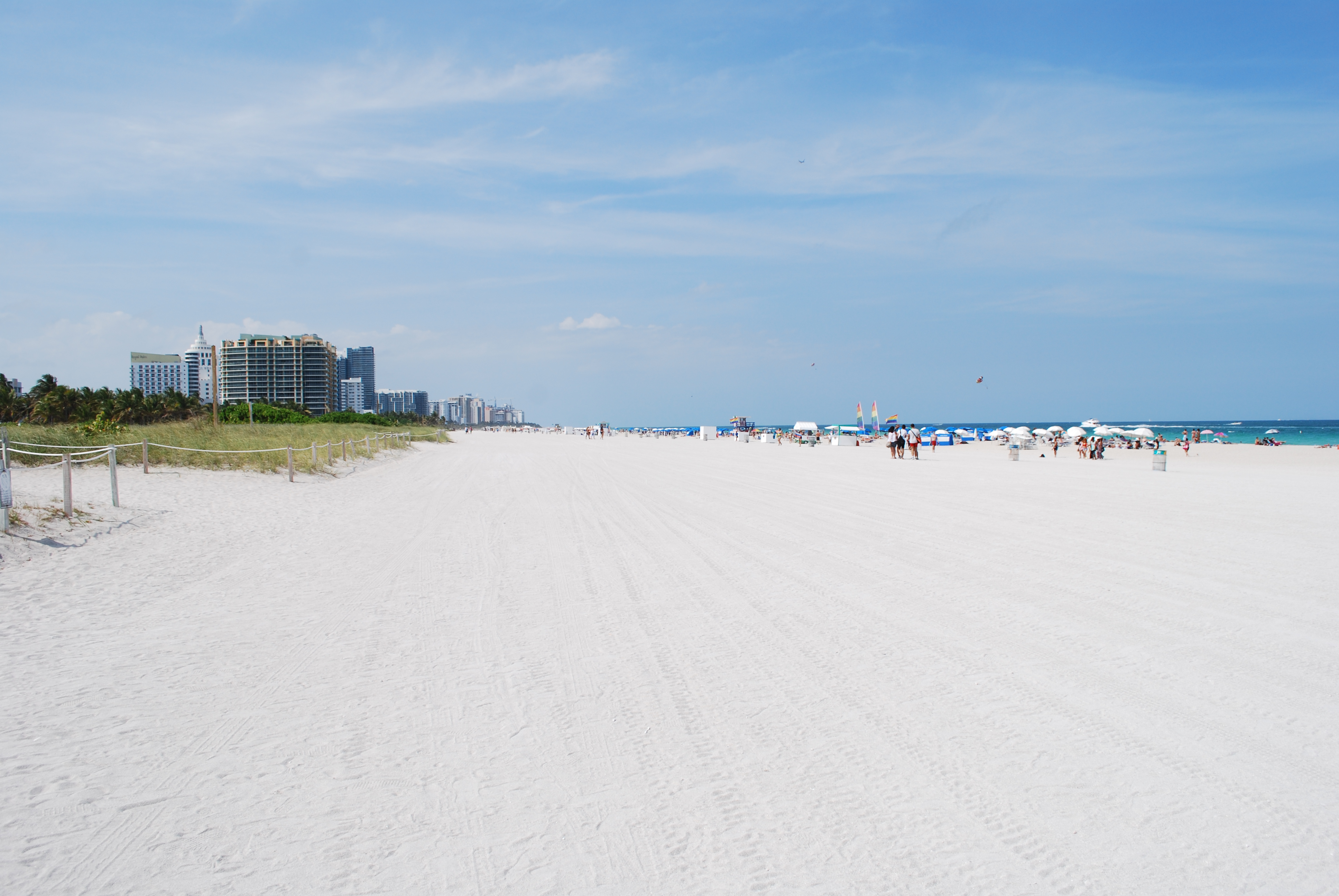
Spiaggia